# Taiten Satō
Taiten Satō (japanisch 佐藤 大典 Satō Taiten; * 26. Januar 1983 in der Präfektur Tokio) ist ein ehemaliger japanischer Fußballspieler.

## Karriere
Satō erlernte das Fußballspielen in der Universitätsmannschaft der Shobi-Universität. Seinen ersten Vertrag unterschrieb er 2005 bei Thespa Kusatsu. Der Verein spielte in der zweithöchsten Liga des Landes, der J2 League. Für den Verein absolvierte er sieben Ligaspiele.